# Scegliamo di andare sulla Luna

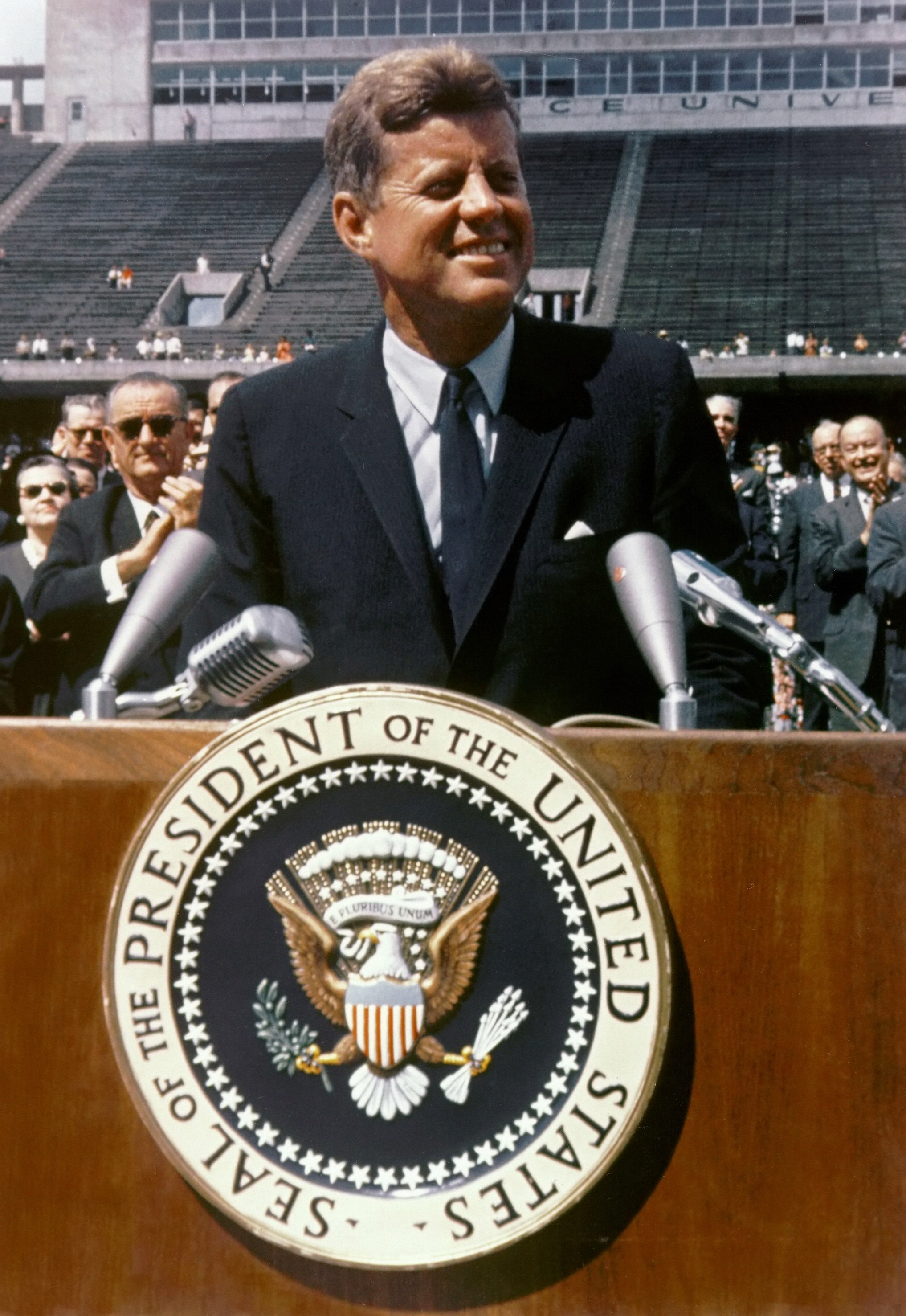
Il presidente John F. Kennedy parla alla Rice University di Houston, 12 settembre 1962

Scegliamo di andare sulla Luna, ufficialmente “Discorso alla Rice University sullo sforzo spaziale della nazione”, è un discorso pronunciato il 12 settembre 1962 dal presidente degli Stati Uniti John F. Kennedy a una grande folla riunita al Rice Stadium di Houston con lo scopo di persuadere il popolo americano a sostenere il programma Apollo, per far sbarcare un uomo sulla Luna.

## Presupposti

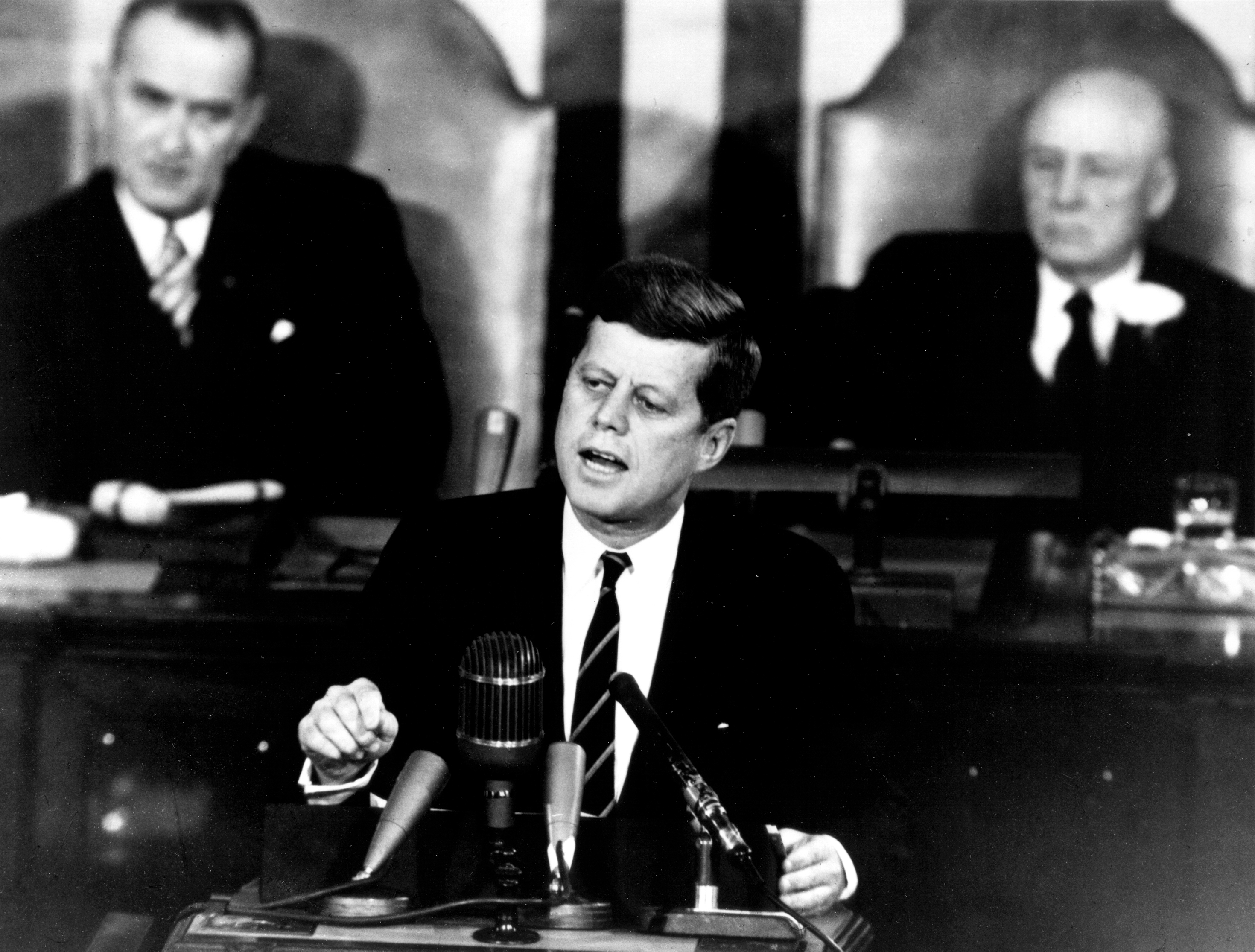
Kennedy annuncia il Programma spaziale Apollo il 25 maggio 1961 (dietro di lui Lyndon B. Johnson (sinistra) e il Presidente della Camera, Sam T. Rayburn)

Quando John F. Kennedy divenne presidente degli Stati Uniti nel gennaio 1961, molti americani percepivano che gli Stati Uniti stavano perdendo la corsa allo spazio con l'Unione Sovietica, che aveva lanciato con successo il primo satellite artificiale, lo Sputnik 1, quasi quattro anni prima. La percezione aumentò quando, il 12 aprile 1961, il cosmonauta russo Yuri Gagarin divenne il primo uomo nello spazio prima che gli Stati Uniti potessero lanciare il loro primo astronauta con il Progetto Mercury .
Convinto della necessità politica di un risultato che dimostrasse in modo decisivo la superiorità spaziale dell'America, Kennedy chiese al suo vice presidente, Lyndon B. Johnson, nel suo ruolo di presidente della NASA (National Aeronautics and Space Administration), di verificare se gli Stati Uniti potessero battere l'Unione Sovietica facendo orbitare o sbarcare un uomo sulla Luna, e di scoprire quanto costasse tale progetto. 
Johnson si consultò con i funzionari della NASA. Il suo nuovo amministratore, James E. Webb, era incerto se la NASA potesse mandare in orbita un uomo attorno alla Luna prima dell'Unione Sovietica, quindi l'opzione migliore sarebbe stata quella di tentare di far sbarcare un uomo sulla Luna. Questa sarebbe stata anche l'opzione più costosa; Webb credeva che ci sarebbero voluti 22 miliardi di dollari per praticarla con successo entro il 1970. Johnson si consultò anche con Wernher von Braun e altri capi militari, compreso il tenente generale Bernard Schriever e con tre capitani d'industria: Frank Stanton della CBS, Donald C. Cook della American Electric Power e George R. Brown della Brown & Root.
Kennedy si presentò al Congresso il 25 maggio 1961 e propose che gli Stati Uniti "si impegnassero a raggiungere l'obiettivo, prima della fine del decennio, di far atterrare un uomo sulla Luna e riportarlo sano e salvo sulla Terra". Non tutti rimasero colpiti; un sondaggio Gallup indicò che il 58% degli americani era contrario.
L'obiettivo individuato da Kennedy fu specificamente dato al programma Apollo della NASA. Nel corso del 1961 Houston fu scelta come sede dello Space center su terreni donati dalla Humble Oil and Refining Company grazie dell'intermediazione della Rice University.
Nel settembre 1962 Kennedy fece una visita di due giorni a Houston per vedere la nuova struttura. Era scortato dagli astronauti Scott Carpenter e John Glenn che gli mostrarono i modelli delle navicelle Gemini e Apollo. Kennedy vide anche Friendship 7, la navicella spaziale Mercury con cui Glenn aveva effettuato il primo volo orbitale americano. Approfittò allora dell'opportunità per tenere un discorso che sostenesse lo sforzo spaziale della nazione.

## Contenuti del discorso

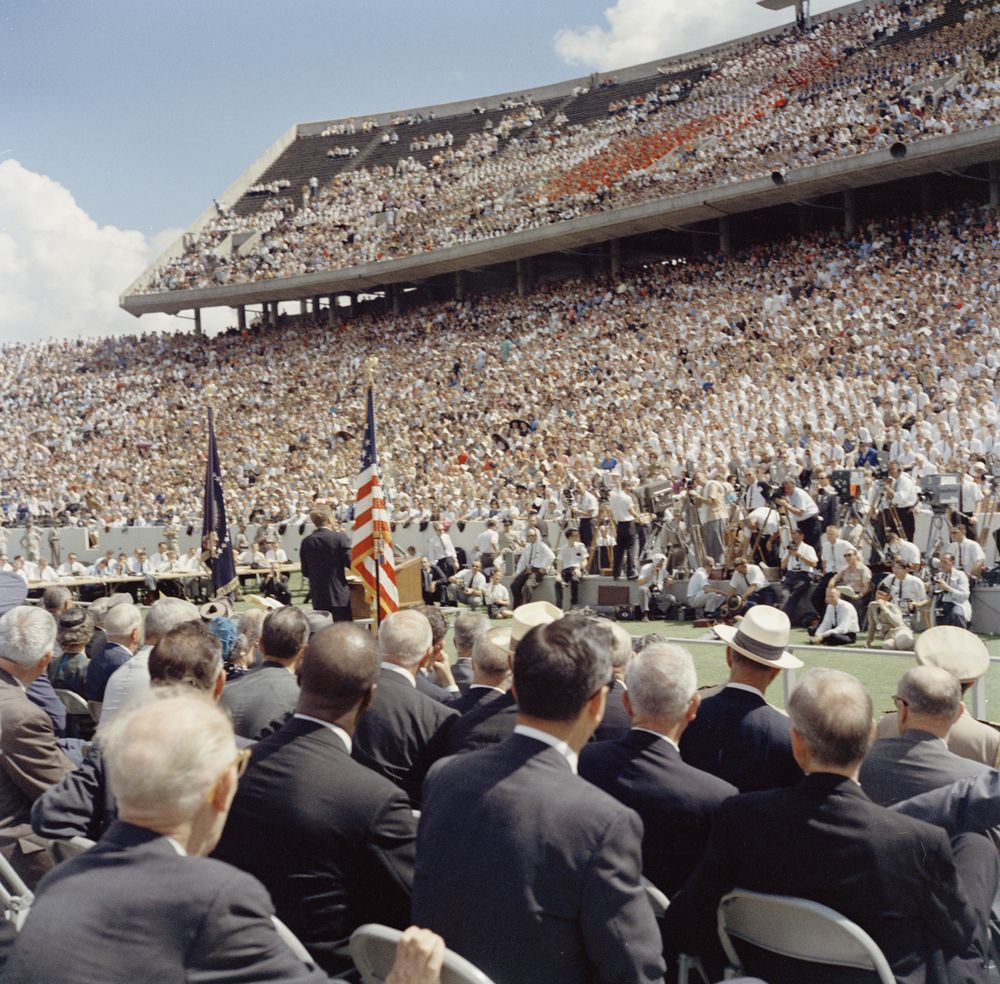
La folla alla Rice University durante il discorso di Kennedy

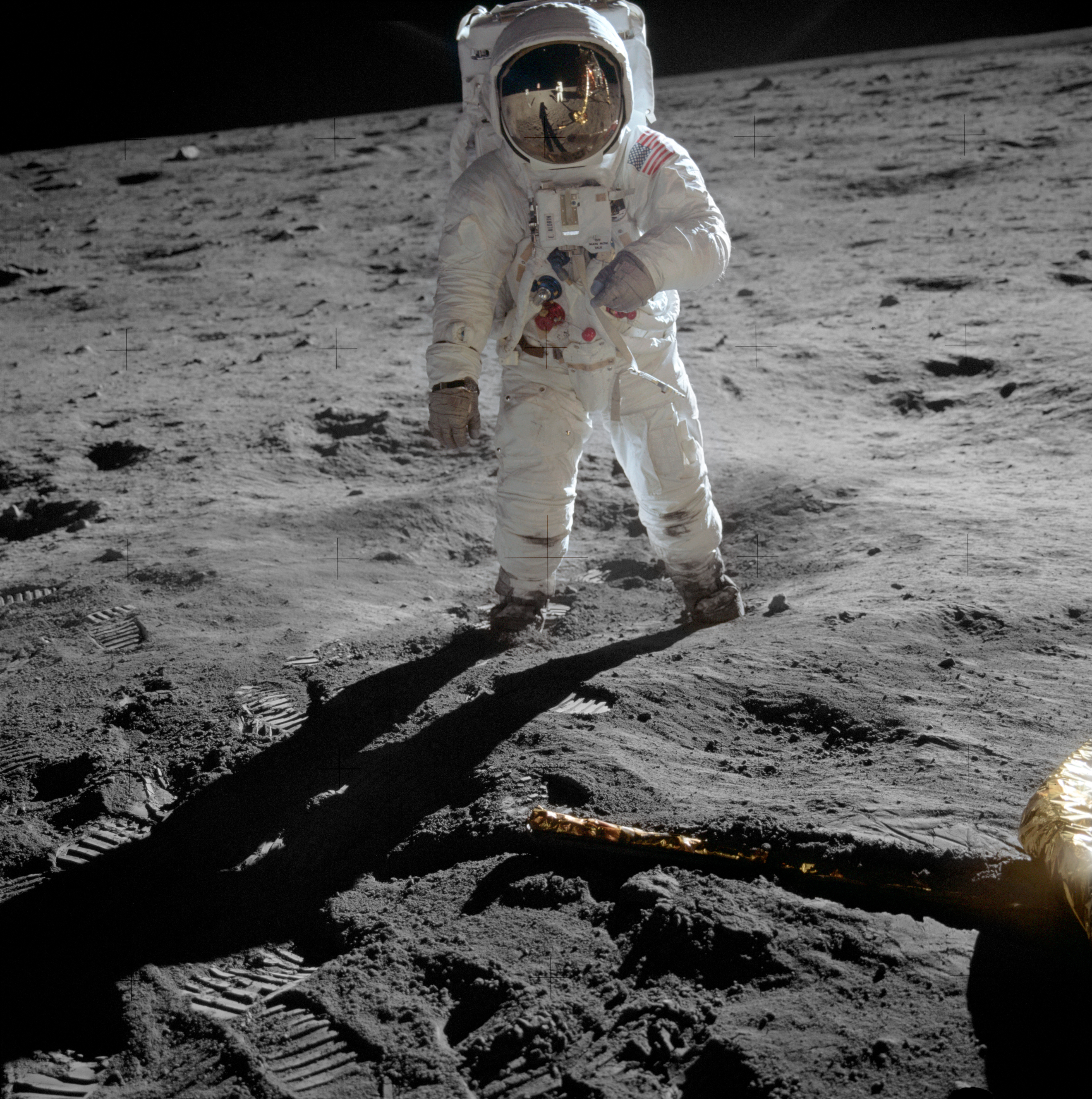
L’astronauta Buzz Aldrin sulla luna, fotografato da Neil Armstrong

Le bozze iniziali del discorso furono scritte da Ted Sorensen, con modifiche di Kennedy. Kennedy definì lo spazio come una nuova frontiera, invocando lo spirito pionieristico del popolo americano e sottolineando che gli americani sono liberi di scegliere il proprio destino e non sono soggetti a qualcuno che lo sceglie per loro. Pur mettendosi in concorrenza con l'Unione Sovietica, Kennedy lanciò anche la proposta di un progetto comune per lo sbarco sulla luna.
There is no strife, no prejudice, no national conflict in outer space as yet. Its hazards are hostile to us all. Its conquest deserves the best of all mankind, and its opportunity for peaceful cooperation may never come again. But why, some say, the Moon? Why choose this as our goal? And they may well ask, why climb the highest mountain? Why, 35 years ago, fly the Atlantic? Why does Rice play Texas? We choose to go to the Moon. We choose to go to the Moon...
We choose to go to the Moon in this decade and do the other things, not because they are easy, but because they are hard; because that goal will serve to organize and measure the best of our energies and skills, because that challenge is one that we are willing to accept, one we are unwilling to postpone, and one we intend to win, and the others, too.»
Non ci sono ancora conflitti, pregiudizi, conflitti nazionali nello spazio. I suoi rischi sono ostili a tutti noi. La sua conquista merita il meglio di tutta l'umanità e la sua opportunità di cooperazione pacifica potrebbe non presentarsi mai più. Ma perché, dicono alcuni, la Luna? Perché scegliere questo come nostro obiettivo? E potrebbero chiedersi, perché scalare la montagna più alta? Perché 35 anni fa si volava sull'Atlantico? Perché il Rice gioca contro il Texas?.
Scegliamo di andare sulla Luna. Scegliamo di andare sulla Luna... Scegliamo di andare sulla Luna in questo decennio e fare le altre cose, non perché sono facili, ma perché sono difficili; perché quell'obiettivo servirà a organizzare e misurare il meglio delle nostre energie e capacità, perché quella sfida è una sfida che siamo disposti ad accettare, una che non siamo disposti a rimandare e una che intendiamo vincere, e anche le altre.»
(John F. Kennedy )

## Reazioni e conseguenze
Il discorso ebbe ampia risonanza malgrado le considerazioni che lo sforzo per lo sbarco sulla Luna avrebbe comportato un grande impegno economico.
Paul Burka, direttore esecutivo della rivista Texas Monthly, un ex universitario della Rice che era presente tra la folla quel giorno, ricordò 50 anni dopo che il discorso "parlava del modo in cui gli americani vedevano il futuro in quei giorni. Era stato un grande discorso. Kennedy parlò dei nostri migliori impulsi come nazione, non dei peggiori".
Ron Sass e Robert Curl erano tra i tanti membri del consiglio di facoltà della Rice University presenti. Curl rimase sbalordito dal costo del programma di esplorazione spaziale. Entrambi ricordarono che l'ambizioso obiettivo non sembrò tanto straordinario e che il discorso del presidente non venne considerato molto diverso da quello pronunciato solo due anni prima dal suo predecessore Dwight D. Eisenhower alla Rice's Autry Court..
L'obiettivo di Kennedy venne realizzato circa sette anni dopo, nel luglio 1969, con la riuscita della missione Apollo 11.